# 盤上の詰みと罰
『盤上の詰みと罰』（ばんじょうのつみとばつ）は、原作・作画:松本渚、監修:戸辺誠による日本の漫画作品。掲載誌『コミックハイ!』（双葉社）休刊に伴い連載は終了。単行本で3話分加筆され完結した。事実上の続編として『将棋めし』がある。

## 登場人物
霧島都
主人公。元女流六冠。1ヵ月ごとに記憶を失くしてしまう体質で、その原因を突き止めるべく旅をしている。
白岳貴行
将棋道場で都と対局した。得意戦法は三間飛車。
栗野蓮
小学生名人。得意戦法は石田流。
屋久杉歩
女流六冠。得意戦法は米長流急戦矢倉。
神乃河新也
都の同居人。記憶力が抜群。
三和美幸
フリーランスの記者。得意戦法は棒銀。
高月社
得意戦法はゴキゲン中飛車。

## 書誌情報
- 松本渚 『盤上の詰みと罰』 双葉社〈アクションコミックス〉、全2巻
  1. 2014年11月10日初版発行(2014年11月10日発売)[2] ISBN 978-4-575-84525-9
  2. 2015年11月12日初版発行(2015年11月12日発売)[3] ISBN 978-4-575-84712-3

## 同人誌
盤上の詰みと罰 未収録本 - コミックハイ! 2014年12月号, 2015年2, 5月号掲載分, 盤上の詰みと罰棋譜集を収録
- 2015年11月15日初版発行(コミティア114にて頒布)